# Бойко Микола Мокійович
Микола Мокійович Бойко народився 3 січня 1928 року в селі Казавчин Гайворонського району на Кіровоградщині. Ветеран Друга світова війна, був учасником партизанського руху, партизанський загін «Буревісник», Заслужений лікар України.

## Трудова діяльність
Свою трудову стежину розпочав у 1948-му. Закінчив Першотравневську фельдшерсько-акушерську школу. Був направлений фельдшером до Хащеватської районної лікарні. Там пропрацював майже 10 років. Потім у 1958-му закінчив Одеський медичний інститут. Того ж року почав працювати лікарем-хірургом в Олександрійській міській лікарні. А з 1960-го призначений заступником головного лікаря ОЦРЛ. За час роботи здобув кваліфікацію спеціаліста «Хірурга».
У 2003-му, йому присвоєно звання Заслужений лікар України.

## Нагороди
- Заслужений лікар України,
- Почесна грамота Президії Верховної Ради України,
- Медаль «Ветеран праці».